# Gelareh Nazemi
 (octobre 2023).
Gelareh Nazemi Deylami (persan : گِلاره ناظِمی دِیلَمی), née en 1984 à Téhéran, est une arbitre iranienne de futsal. En 2019, elle est parmi les nommés pour le prix du meilleur arbitre de l'année.

## Carrière
- Jeux asiatiques en salle de 2017[3]
- Jeux olympiques de la jeunesse de 2018 (final du turnoi de futsal féminin)[4]
- Championnat d'Europe féminin de futsal de l'UEFA 2019 (en)[5]
- Coupe du monde de futsal de 2021[6]